# Cadmeus
En la mitologia grega, els cadmeons o cadmeus (en grec antic: Καδμείωνες o Καδμεῖοι) foren el poble de Cadme, que poblaren Cadmea i el seu territori, Beòcia, després de fer-ne fora els seus habitants originals, els hiantes. Cadmea correspon a Tebes, i en època històrica el nom de Cadmea servia per anomenar la seva acròpoli.
Cadme, el fundador de Tebes i de la nissaga dels cadmeus, era fill d'Agènor i net de Posidó, i provenia de Fenícia. Homer, tant a la Ilíada com a l'Odissea, ja anomena cadmeus els habitants de Tebes i tota la plana controlada per la ciutat, anomenada Καδμηΐς γῆ ('terra dels cadmeus').